# Буриковский сельский совет (Бурынский район)
Буриковский сельский совет (укр. Буриківська сільська рада) — упразднённая административная единица в составе
Бурынского района
Сумской области
Украины.
Административный центр сельского совета находится в 
с. Бурики
.

## Населённые пункты совета
- с. Бурики
- с. Романчуково